# Decalogo 9
Decalogo 9 (in polacco: Dekalog, dziewięć) è il nono dei dieci mediometraggi realizzati dal regista Krzysztof Kieślowski per la TV ed ispirati ai dieci comandamenti.

## Trama
(Nono comandamento)
Roman è un chirurgo che si reca dall'amico Mikołaj per essere sicuro di una diagnosi, la quale però viene confermata: Roman è totalmente impotente. La notizia sconvolge l'uomo, anche se la moglie Hanka lo assicura che questo non cambierà nulla fra di loro.
Una telefonata strana, però, insospettisce Roman che, ben presto, si accorge che la moglie ha un amante: un ragazzo di nome Mariusz. Roman segue i due, raccoglie prove e li spia, apparentemente senza aver intenzione di fare nulla.
Finché un giorno Hanka non si rende conto che la situazione è insostenibile, e decide di troncare la relazione con Mariusz. Ma appena fatto, si accorge che Roman la stava spiando, e scopre che li ha spiati da diverso tempo.
L'esperienza sembra riunire i due, che sono ora decisi a ricostruire il loro rapporto. Roman insiste perché lei vada a sciare: una piccola vacanza per cancellare le vicende degli ultimi giorni.
Ma Mariusz non demorde: saputo della partenza di Hanka, decide di raggiungerla sulla neve, a insaputa della donna. Quando Roman lo scopre, esce in bicicletta e rimane coinvolto in un incidente (forse in modo suicidario) prima che Hanka riesca a mettersi in contatto con lui per fargli sapere che era all'oscuro di tutto.
Roman si sveglia all'ospedale, mentre Hanka lo dà già per morto. Riesce a telefonare alla moglie, e, finalmente, si ritrovano.

## Varie
Una paziente di Roman, parlando di musica, gli chiede se conosca Van den Budenmayer, che in realtà è un compositore inventato da Kieślowski, ed usato anche in Tre colori - Film blu, la cui musica è in realtà composta da Zbigniew Preisner.
Inoltre la storia della ragazza sarà ripresa nel successivo lungometraggio La doppia vita di Veronica, del quale costituirà uno dei nuclei narrativi.
Il testimone silenzioso del Decalogo, interpretato da Artur Barciś, stavolta ricopre il ruolo di un ragazzo in bicicletta che il protagonista incontra all'inizio e alla fine del film.
Compare in una breve sequenza anche la bambina protagonista di Decalogo 7, mentre gioca nel cortile del palazzo.
Come negli altri episodi, si ripresenta il tema del liquido: la pioggia battente in una delle prime scene, il riferimento al Principio di Archimede, una casa trascinata dalle onde in un breve cartone animato in tv, l'impotenza del protagonista (l'erezione è in sostanza un meccanismo idraulico-vascolare), la benzina da versare con l'imbuto nel serbatoio della macchina (con richiamo ad un rapporto sessuale).